# Капитан Америка: Нов свят
„Капитан Америка: Нов свят“ (на английски: Captain America: Brave New World) е американски супергеройски филм от 2025 г. за едноименния персонаж на „Марвел Комикс“, продуциран е от „Марвел Студиос“ и е разпространен от „Уолт Дисни Студиос Моушън Пикчърс“. Той е четвъртият филм от филмовата поредица „Капитан Америка“, продължение е на минисериала „Сокола и Зимния войник“ (2021) и е 35-ият филм от „Киновселената на Марвел“. Режисьор е Джулиъс Она, сценарият е на Малкълм Спелман, Далан Мъсон и Матю Ортън, и участват Антъни Маки като Сам Уилсън / Капитан Америка, Дани Рамирез, Карл Лъмбли, Тим Блейк Нелсън, Шира Хаас, Харисън Форд и Лив Тайлър.
Премиерата на филма по кината в Съединените щати е на 14 февруари 2025 г. като част от Пета фаза.

## Актьорски състав
- Антъни Маки – Сам Уилсън / Капитан Америка[7][8][9][10][11]
- Дани Рамирез – Хоакин Торес / Сокола[12]
- Карл Лъмбли – Айзък Брадли
- Тим Блейк Нелсън – Самюъл Стърнс / Водачът[13]
- Шира Хаас – Рут Бат-Сабра
- Харисън Форд – Тадиъс „Гръмотевицата“ Рос / Червения Хълк
- Лив Тайлър – Бети Рос[14]
- Джанкарло Еспозито – Сет Волкър / Сайуайнър
- Себастиан Стан – Джеймс „Бъки“ Барнс / Зимния войник

## Снимачен процес
Снимките започват на 21 март 2023 г. в „Трилит Студиос“, Атланта, Джорджия и приключват на 30 юни 2024 г.

## Маркетинг
Фейги и Маки разкриха първият кадър на филма в „СинемаКон“ през април 2024 г.

## Премиера
Премиерата на филма е насрочена да излезе по кината в Съединените щати от 14 февруари 2025 г. в IMAX. Преди това беше насрочена за 3 май 2024 г. и 26 юли 2024 г.